# Antoine de Chapuys de Montlaville
Antoine, Gustave de Chapuys de Montlaville est un homme politique français né le 13 décembre 1824 à Lyon (Rhône) et décédé le 15 octobre 1866 à Chardonnay (Saône-et-Loire).

## Biographie
Fils d'Alceste de Chapuys de Montlaville, député de la Restauration et sénateur du Second Empire, il est sous-préfet de Nantua en 1851, de Trévoux en 1852 et de Brignoles en 1854. Il est député de Saône-et-Loire de 1863 à 1866, siégeant dans la majorité soutenant le Second Empire.

## Sources
- « Antoine de Chapuys de Montlaville », dans Adolphe Robert et Gaston Cougny, Dictionnaire des parlementaires français, Edgar Bourloton, 1889-1891 [détail de l’édition]